# 健康愉快
健康愉快（英語：Healthy Happy，來港前稱），是一匹在澳洲和香港出賽的賽駒，來港後練馬師是羅富全。

## 簡介
2020年10月11日，「健康愉快」於香港首次出賽便一出即勝，打開其在港的勝利之門。
2021年1月24日，何澤堯策騎「健康愉快」出戰四歲系列賽首關香港經典一哩賽，取得第七名。
2021年2月21日，巴度策騎「健康愉快」勝出四歲系列賽次關香港經典盃。賽後，巴度說道：「這其實並不容易，我賽前打算讓牠領放。馬兒入閘後表現得十分輕鬆。如果沒有其他對手領放，我便樂於帶頭，最後果然心想事成。」他續說：「此駒領放時跑得很好，牠是一匹十分出色的賽駒，潛質甚佳。我很感恩有機會策騎牠出賽。牠體格魁梧，步幅闊大，性馴易騎，我希望牠能在陣上感到自在，有寬裕空間競跑，同時保持步韻。我很慶幸自己選擇讓坐騎順勢上前，因為牠是一匹高頭大馬，我知道牠定能保持佳勢。牠在領放下跑來十分放鬆。正因牠在發力衝刺之前有機會回氣，在直路上遂能以佳勢衝刺。」練馬師羅富全說道：「我認為牠具爭勝機會，但由於牠今仗首次跑1800米途程，所以賽前並無十足把握。我覺得騎師的表現十分出色，馬兒過往的速度不及今仗，能夠勝出可說是喜出望外。」
2021年3月21日，巴度策騎「健康愉快」出戰四歲系列賽尾關香港打吡大賽，取得第六名。
2022年1月1日，巴度策騎「健康愉快」勝出國際三級賽華商會挑戰盃。賽後，巴度說道：「這匹馬今次表現太好了，看到牠回復最佳水準，我很高興。牠是我十分喜愛的一匹馬，今天牠能夠交出這樣的水準，我非常開心。」他續說：「上季我們曾被『達心星』擊敗，那一仗因為負輕磅，我稍微遲少少才讓坐騎發力衝刺。或許當時馬兒力有未逮。今天，當坐騎顯示牠渴望衝刺時，我毫不猶豫立即讓牠發力 – 結果十分理想。」他補充：「這場頭馬對羅富全很重要，但來之不易 – 幸而馬兒不負所望。」練馬師羅富全說道：「上一仗賽後牠被發現心律不正常，氣管裡亦有很多血，需要休息一段長時間以求康復。但牠於8月尾在自己的馬格內弄傷了蹄部，又花了一個半月才痊癒。在這裡我要再次向獸醫及釘甲匠表示感謝。及至牠復元之後，我先後给牠安排了三次大閘，而牠的表現一次比一次好。今日能夠取勝是最佳結果。」
2023年9月24日，巴度策騎「健康愉快」勝出國際三級賽慶典盃。賽後，巴度說道：「牠今仗表現出色，本身確是一匹惹人喜愛的賽駒。此駒喜歡置前競跑，在賽事中領放。馬兒今仗出閘俐落，因此可以十分輕易取得領先，並且單騎領放，其後我稍為將步速加快，馬兒在季初階段用上此跑法，演出確是極佳。牠進入直路後隨即交出上佳加速力，同時展現不俗耐力，力抗對手的挑戰。對我來說，牠是不可多得的一駒，我曾策牠摘下（香港）經典盃，這是我在港策騎生涯至今其中一個最佳時刻。要知道在港取得任何一場頭馬皆非易事，在大賽中染指冠軍更是難上加難。牠在陣上往往全力以赴，而且演出準繩，對我來說牠確是一匹了不起的戰馬。」練馬師羅富全賽後笑說：「有人曾問過我為何不常安排巴度策騎此駒出賽，我說其實我常常都有問他，但巴度每每在賽事中有其他坐騎，因此未能策牠出賽。巴度今仗夥拍「健康愉快」的發揮非常出色，馬兒在其胯下沿途成功控制步速，一放到底直奔終點，擊敗「綫路之星」及「中華盛景」，締出1分21.93秒的頭馬時間。巴度今仗在控制步速方面做得無懈可擊，我感到十分高興，皆因此駒已有一段長時間未能取得頭馬，牠休後復出首仗往往能交出本身最高水準。馬兒上季首仗出戰此賽時僅負於『加州星球』這匹佳駟蹄下，牠今季初出終能奪標而回。季內並沒有太多1400米賽程予高分馬（「健康愉快」現評107分）選擇，因此我或會安排馬兒出戰一哩賽。對牠來說，10月15日舉行的沙田錦標或許與今日一仗相隔得太近，因此11月19日的馬會一哩錦標可能是牠下仗箭頭所在。這個安排可讓牠有充分休息時間，在下次出賽時更具新鮮感。」

## 同父馬
曾於香港服役出賽並曾勝出大賽的同父馬包括：
- 手機錶霸：曾勝出G3 華商會挑戰盃（2025）、第二班盃賽其士盃（2024）

## 在港勝出賽事全紀錄
| 比賽日期   | 賽事名稱             | 賽事班次 | 賽道 | 賽事路程 | 比賽馬場 | 名次 | 完成時間 | 騎師   |
| ---------- | -------------------- | -------- | ---- | -------- | -------- | ---- | -------- | ------ |
| 11/10/2020 | 麗閣讓賽             | 第三班   | 草地 | 1200米   | 沙田馬場 | 1    | 1:08.54  | 史卓豐 |
| 20/12/2020 | 風鈴花讓賽           | 第二班   | 草地 | 1400米   | 沙田馬場 | 1    | 1:21.66  | 田泰安 |
| 21/02/2021 | 香港經典盃           | 四歲馬   | 草地 | 1800米   | 沙田馬場 | 1    | 1:47.21  | 巴度   |
| 01/01/2022 | 華商會挑戰盃（讓賽） | G3       | 草地 | 1400米   | 沙田馬場 | 1    | 1:22.10  | 巴度   |
| 24/09/2023 | 慶典盃（讓賽）       | G3       | 草地 | 1400米   | 沙田馬場 | 1    | 1:21.93  | 巴度   |

## 在港一級賽出賽全紀錄
| 比賽日期   | 賽事名稱           | 賽事班次 | 賽道 | 賽事路程 | 比賽馬場 | 名次 | 完成時間 | 騎師   |
| ---------- | ------------------ | -------- | ---- | -------- | -------- | ---- | -------- | ------ |
| 25/04/2021 | 富衛保險冠軍一哩賽 | G1       | 草地 | 1600米   | 沙田馬場 | 4    | 1:34.08  | 巴度   |
| 23/01/2022 | 董事盃             | G1       | 草地 | 1600米   | 沙田馬場 | 6    | 1:35.83  | 巴度   |
| 20/02/2022 | 女皇銀禧紀念盃     | G1       | 草地 | 1400米   | 沙田馬場 | 8    | 1:24.20  | 班德禮 |
| 24/04/2022 | 富衛保險冠軍一哩賽 | G1       | 草地 | 1600米   | 沙田馬場 | 8    | 1:35.30  | 薛恩   |
| 21/01/2024 | 董事盃             | G1       | 草地 | 1600米   | 沙田馬場 | 8    | 1:37.79  | 巴度   |
| 10/03/2024 | 女皇銀禧紀念盃     | G1       | 草地 | 1400米   | 沙田馬場 | 6    | 1:22.50  | 巴度   |

## 外部連結
- . 2021-02-21  [2021-02-21]. （原始内容存档于2021-11-29）.
- . 2022-01-01  [2022-01-01]. （原始内容存档于2022-01-01）.
- . 2023-09-24  [2023-09-24].